# Ocyptamus notatus
Ocyptamus notatus är en tvåvingeart som först beskrevs av Friedrich Hermann Loew 1866.  Ocyptamus notatus ingår i släktet Ocyptamus och familjen blomflugor.
Artens utbredningsområde är Kuba. Inga underarter finns listade i Catalogue of Life.